# Wiesław Gawłowski
Wiesław Stanisław Gawłowski (Tomaszów Mazowiecki, 19 de maio de 1950 — Białołęka, 14 de novembro de 2000) foi um jogador de voleibol da Polônia que competiu nos Jogos Olímpicos de 1972, 1976 e 1980.
Em 1972, ele participou de seis jogos e o time polonês finalizou na nona colocação na competição olímpica. Quatro anos depois, ele fez parte da equipe polonesa que conquistou a medalha de ouro no torneio olímpico de 1976, no qual jogou em todas as seis partidas. Sua última participação em Olimpíadas foi nos jogos de 1980, atuando em seis confrontos e terminando na quarta posição com o conjunto polonês.